# Sit crestat rogenc
El sit crestat rogenc (Coryphospingus cucullatus) és un ocell de la família dels tràupids (Thraupidae).

## Hàbitat i distribució
Habita praderies, matolls i ciutats de les terres baixes, des de la Guaiana, cap al sud, a través del nord, centre i sud del Brasil, Bolívia, Paraguai a Uruguai i nord de l'Argentina.